# Osiris analis
Osiris analis là một loài Hymenoptera trong họ Apidae. Loài này được Friese mô tả khoa học năm 1930.